# Саветсила, Ситти
Си́тти Саветсила́, также упоминается в русскоязычных источниках как Сиддхи, Ситтхи или Сити Саветсила (тайск. สิทธิ เศวตศิลา, [sìttʰìʔ sàʔwèːtsìʔlaː], англ. Siddhi Savetsila; 7 января 1919, Бангкок, Сиам — 5 декабря 2015, Бангкок, Таиланд) — таиландский военный и государственный деятель, главный маршал авиации, министр иностранных дел (1980—1990), заместитель премьер-министра (1986) и член Тайного совета короля Таиланда (с 1991).

## Биография
Родился в Бангкоке в аристократической семье смешанного происхождения. Его отец был высокопоставленным чиновником в королевской администрации, дедом с отцовской стороны был Генри Алабастер, британский консул в Сиаме при короле Раме IV (известном как король Монгкут), впоследствии ставший советником короля Рамы V (Чулалонгкорна), получивший сиамское подданство и произведённый в родоначальники рода Саветсила, в то время как мать происходила из влиятельного клана Буннаг.
Учился в школах Wat Ratchabophit, Suan Kularb Wittayalai Mahavajiravudh Songkhla, Saint Gabriel’s College, позднее получил высшее образование на инженерном факультете Университета Чулалонгкорна, окончив его с отличием в 1938 году. Выиграв направление и стипендию Королевских ВВС Таиланда, продолжил образование в Массачусетском технологическом институте (США), получив диплом бакалавра МТИ по металлургической инженерии в 1943 году.
Вернувшись на родину во время Второй мировой войны, вступил в подпольное движение «Свободный Таиланд», боровшееся против фактической оккупации страны японскими властями, в числе прочего, помогая собирать данные о японцах агентам Управления стратегических служб США (предшественника ЦРУ). После конца войны продолжил обучение в МТИ, получив в 1947 году магистерскую степень и оставшись в дальнейшем членом благотворительного общества выпускников института имени Уильяма Бартона Роджерса.
Впоследствии поступил на военную службу в Королевские военно-воздушные силы Таиланда, достигнув в конечном итоге высшего ранга главного маршала авиации (phon akat ek).
В 1973 стал заместителем, а в 1975—1980 годах — генеральным секретарём Совета национальной безопасности Таиланда, в частности, исполнял обязанности министра при канцелярии премьер-министра Криангсака Чамаманана в 1979—1980 годах во время Кампучийско-вьетнамского конфликта.
В 1980 году назначен министром иностранных дел. Оставался на этом посту на фоне двух смен премьеров, почти до конца исполнения обязанностей 17-го премьер-министра Таиланда Чатчая Чунхавана; представляя в этом качестве страну в ООН и АСЕАН, последовательно сохранял жёсткую позицию против вьетнамской стороны в продолжавшемся кампучийско-вьетнамском конфликте.
В 1983 году был избран членом парламента, а в 1985, после отставки Кыкрита Прамота, стал председателем Партии социального действия. После участия партии в выборах 1986 года стал на некоторое время заместителем премьер-министра.
Как министерская, так и партийно-парламентская карьера политика заканчивается в 1990 году, после того как премьер Чатчай Чунхаван берёт курс на улучшение взаимоотношений с социалистическим странами Юго-Восточной Азии. Ситти получает отставку с поста министра иностранных дел в августе 1990 года, в сентябре уходит с председательства партии, а ещё месяц спустя полностью уходит как из партии, так и из парламента, объяснив это своей усталостью от политики. В конце 1991 года, однако, он возвращается в политику в качестве члена Тайного совета короля Пхумипона Адульядета
Участие С/ Саветсила в политике Таиланда было удостоено ряда наград, включая медаль за королевскую службу (Royal Cypher Medal) 3-го класса (1968), орден Короны Таиланда специального (высшего) класса (также в 1968), орден Белого слона специального класса (1975) и Большой крест ордена Чула Чом Клао (1996), а также награды 14 иностранных государств.
В дополнение к полученным им ещё в 1940-е годы степеням по металлургии, в течение 1983—1997 годов становится почётным доктором права Филиппинского университета и Национального университета Сингапура, а также удостаивается почётного докторства пяти университов Таиланда.